# Burgstall Teufelsturm (Hutthurm)
Der Burgstall Teufelsturm ist eine abgegangene mittelalterliche Höhenburg im Bayerischen Wald über dem Tal der Ilz bei Kleeham, einem Ortsteil der Gemeinde Hutthurm im Landkreis Passau in Bayern.
Über diese Burg sind keine geschichtlichen oder archäologischen Informationen bekannt. Sie wird grob als mittelalterlich datiert. Funde von der von Alexander Erhard als Burgstelle Watzmannsdorf angesprochenen Anlage stammen aus dem Jahr 1885, damals wurden als Menschenknochen eingestufte Reste sowie Hausgerät und ähnliches gefunden. Weiterhin wurden ein vermutliches Pferdeskelett mit Stangenzaum und einer vergoldeten Bronzetrense ergraben. Die Bronzetrense wurde auf die Zeit 13./14. Jahrhundert angesetzt. Von der Anlage haben sich nur drei Gräben erhalten, die Stelle ist als Bodendenkmal Nummer D-2-7346-0004 „Mittelalterlicher Burgstall Teufelsturm“ geschützt.

## Beschreibung
Die Burgstelle liegt 600 Meter westlich des Ortsrandes von Kleeham am östlichen Ufer des Ilztales auf einem dreiecksförmigen Geländesporn. Dieser Geländesporn wird im Norden durch das tiefe Tal eines namenlosen Baches, der vom Ort Rußöd kommend in die Ilz einmündet und an der Südseite vom ebenfalls steil abfallenden Tal des Stempbaches gebildet, der nur wenige Meter flussabwärts ebenfalls in die Ilz mündet. Die westliche Spitze des Spornes steht über dem tief eingeschnittenen Tal der Ilz, im Osten schließt sich eine kleine Hochfläche, auf der auch der Ort Kleeham liegt, an. Unterhalb der Spornspitze verläuft eine kleine Straße unmittelbar am Ilzufer entlang. Die Burganlage auf rund 370 m ü. NN Höhe war so an drei Seiten von Natur aus gut gegen eine Annäherung geschützt, nur an der leicht bis zu 395 m ü. NN Höhe ansteigenden Ostseite war ein Zugang möglich.
Die bewaldete Burgstelle lag auf einem Geländesporn, der zu seiner Spitze hin gratartig ausläuft und am Spornrücken davor ein rundliches und leicht erhöht liegendes, 15 bis 20 Meter im Durchmesser messendes Plateau bildet. Am Westrand dieses Plateaus ist ein Eingrabungsloch sichtbar, am Ostrand befinden sich breite Aufschüttungen. Östlich ist dem Plateau ein innerer Halsgraben vorgelegt. Weitere zwei etwas weniger gut ausgeprägte Gräben folgen dem inneren Graben im Abstand von 25,63 und 100 Metern.
Im Jahr 1885 grub ein Bauer aus Hutthurm auf der Burgstelle die Grundmauern eines quadratischen Turmes mit den Seitenlängen von vier Fuß an. Dabei wurden auch die oben genannten Funde gemacht.